# Erlangea centaurioides
Erlangea centaurioides là một loài thực vật có hoa trong họ Cúc. Loài này được (S.Moore) S.Moore mô tả khoa học đầu tiên năm 1902.